# Wayne Wilderson
Wayne Wilderson (né le 30 janvier 1966 à Minneapolis) est un acteur afro-américain connu pour son rôle de l’inspecteur Diaria dans la série télévisée Hannah Montana.

## Filmographie

### Longs-métrages
- 1996 : Independence Day
- 2001 : Monkeybone : Hutch
- 2007 : Evan tout-puissant
- 2009 : Les Copains dans l'espace : Tad Thompson
- 2015 : Sex, Death and Bowling

### Télévision
- 2001-2009 : Les Experts : Edwin
- 2002 : Malcolm in the Middle (saison 3, épisode 15) : Le réceptionniste
- 2006 : The Office (2 épisodes) : Martin Nash
- 2008 : Hannah Montana : l’inspecteur Diaria
- 2011 : Bones : Ralph Berti